# 龙门煤矿线
龙门煤矿线（朝鲜语：／ Ryongmun T'angwang sŏn */?）是朝鮮民主主義人民共和國的一條鐵道線路，站點為平安北道球场郡的鱼龙站到龙门煤矿站。

## 路线概况
- 距离：7.1km
- 车站数：2
- 轨距：1435mm
- 电气化区间：直流3kV
- 复线区间：无

## 历史
- 1944年9月1日，落成使用[1]。